# Ololygon jureia
Ololygon jureia é uma espécie de anfíbio da família Hylidae. Endêmica do Brasil, onde pode ser encontrada apenas no município de Iguape (Estação Ecológica de Juréia-Itatins), no estado de São Paulo.